# باربارا ساتلر
باربارا ساتلر (دانمارکی: Barbara Zatler؛ ‏ ۷ نوامبر ۱۹۸۰ – ۷ ژوئیهٔ ۲۰۱۹) سرمایه‌دار، بازیگر، مانکن، پلی‌میت، و مدل عکاسی شهوانی اهل دانمارک بود. وی بین سال‌های ۲۰۰۲ تا ۲۰۱۹ میلادی فعالیت می‌کرد. عکس او بر جلد مجلاتی چون جی‌کیو و ماکسیم منتشر شد.
از فیلم‌ها یا برنامه‌های تلویزیونی که وی در آن نقش داشته‌است، می‌توان به تدی خرسه اشاره کرد.